# Trylogia o Maksymie, część 3 – Maksym
Trylogia o Maksymie, część 3 – Maksym (ros. Выборгская сторона, Wyborgskaja storona) – radziecki czarno-biały film  dramatyczny z 1938 roku w reżyserii Grigorija Kozincewa i Leonida Trauberga. Ostatnia część przygód o Maksymie.

## Fabuła
Akcja dzieje się w latach 1910-1918 w Petersburgu, prezentuje losy młodego robotnika imieniem Maksym - fikcyjnego bohatera wydarzeń historycznych, który staje się głównym funkcjonariuszem partii bolszewickiej.

## Obsada
- Boris Czirkow jako Maksym
- Walentina Kibardina jako Natasza
- Michaił Żarow jako Płaton Wasiljewicz Dymba
- Natalija Użwij jako Jewdokija Iwanowna Kozłowa
- Jurij Tołubiejew jako Bugaj
- Aleksandr Czistiakow jako Miszczenko
- Stiepan Kajukow jako Dmitrij „Diema” Sawczenko
- Anatolij Kuzniecow jako Turajew
- Nikołaj Kriuczkow jako żołnierz
- Wasilij Mierkurjew jako student

## Postać Maksyma
Postać Maksyma grana przez Borisa Czirkowa stała się bliska dla miliona radzieckich widzów. Wprowadzono ją także do filmu Wielki obywatel (1937) Fridricha Ermlera. Wizerunek Maksyma wykorzystano także w czasach wielkiej wojny ojczyźnianej. W tym okresie aktor Boris Czirkow objeżdżał Związek Radziecki i przemawiał do narodu jako Maksym. W Wojennym almanachu filmowym nr 1 w epizodzie Spotkanie z Maksymem Maksym nawołuje do walki z niemieckim faszyzmem.